# Каленик Ірина Іванівна
Ірина Іванівна Кале́ник (нар. 31 січня 1964, Чернівці) — українська художниця; член Спілки художників України з 1993 року.

## Біографія
Народилася 31 січня 1964 р., м. Чернівці.
У 1978—1979 роках навчалась в студії Ш. Окштейна . У 1983 році закінчила Республіканську художню школу ім. Т. Г. Шевченка (м. Київ), У 1980—1981 роках відвідувала студію М. Вайнштейна.(м. Київ), у 1985 р. — художнє училище ім. Вучетича (Дніпропетровськ), у 1992 р. Харківський художньо-промисловий інститут, факультет монументального розпису (В.Куліков, Є.Биков).
1997—1998 навчалась – Internationale Sommerakademie Fur Bildende Kunst (проф. Н.Сперо,   Л.Голуб, К.Вінтер), м. Зальцбург, Австрія. 

## Творчість
Працює у галузі живопису, графіки (мультимедійні технології). У творчості дотримується, як відзначає кандидат філософських наук Людмила Березницька, «принципів постмодернізму», використовуючи «цитати», документальні фото.

## Виставкова діяльність
З 1986 р. бере участь у всеукраїнських, міжнародних виставках:
Персональні виставки:
·        «В пошуках власного стилю», Художній музей, м. Чернівці, 1995 р., (каталог).
·        «Варіації на тему одного портрету», галерея «Триптих», м. Київ, 1996 р.
·        «Dostoevsky» А.Федірко & І.Каленик, галерея «Alcatraz», м. Зальцбург, Австрія, 1998 р., (каталог).
·        «All Women» («Всі жінки»), галерея «Л-Арт», м. Київ, 1999 р.,
·         «All Women-II. P.S.» («Всі жінки — ІІ. Р.S.»), галерея «Л-  Арт», м. Київ, 2000 р.
·        «Альбом», галерея «Л-Арт», м. Київ, 2000 р., (каталог).
·        «The Reflections»-«Відображення», галерея «Л-Арт», м. Київ, 2001 р.
·        «(НЕ) Приватна колекція», галерея «Л-Арт», м. Київ, 2002 р.
·        « Політ –Мрія», галерея «Arteast», м. Київ, 2003 р.
·        «(Не) Приватна колекція», галерея  «Burzum & Wolff», м. Краків, Польща,2003 р., (каталог).
·        «Євроарт», «Fedirko Gallery», м. Чернівці, 2004 р.
·        « Dancing», галерея «Л-Арт», м. Київ, 2005 р.
·        « Дещо about Dance», «Я Галерея», м. Київ, 2010 р.
·        «Інтервенція», «Я Галерея», м. Київ, 2018 р.
·        « Dancing», Театр на Подолі, м. Київ, 2018 р.
·        «Інтервенція. Вступ», арт центр «Дзига», м. Львів, 2019 р.
Твори знаходяться в колекціях Художнього музею (м. Чернівці), галереї L-Art (м. Київ), «Multimedia Art Studio» (м. Одзачі, Югославія), галереї «Burzum & Wolff» (м. Краків, Польща); Художньому музеї (м. Дьєр, Угорщина), а також у приватних колекціях в Україні, Німеччині, Швейцарії, Бельгії, Голландії, Австрії, Італії, США (Нью-Йорк, «Grand Gallery»), Іспанії (Барселона, колекція Міжнародної Асоціації графіки ADOGI).

## Відзнаки
- Федеральна стипендія Уряду Австрії, 1998 р.
- Диплом журналу «Афіша»  - «за кращий арт проект 2004 року — Міжнародний арт проект „Діти проф. Й.Бойса“», 2004 р.
- Лауреат мистецької премії імені Ольги Кобилянської, 2010 р.
- Диплом (спеціальна відзнака)  Першої Всеукраїнської Бієнале Левкасу, ЦСМ "Білий Світ ", м. Київ, 2019.
- Диплом другого ступеня (номінація «Естамп») Х Всеукраїнського виставки-конкурсу ім. Г.Якутовича, м. Київ, 2020 р.
- Диплом учасника Другої Всеукраїнської Бієале Левкасу, ЦСМ «Білий Світ», м. Київ, 2021.
- Диплом третього ступеня Всеукраїнської Трієнале Графіки, м. Київ, 2021 р.
- Медаль «За творчі здобутки», Національна Спілка художників України, 2022 р.